# Мікко Ампуджа
Мікко Ампуджа (фін. Mikko Ampuja; 25 жовтня 1882, Виборзький район — 15 вересня 1947) — фінський коваль і політичний діяч.

## Біографія
У 1918 році був ув'язнений за перехід на бік червоних під час Громадянської війни у Фінляндії. Був членом Едускунти з 1919 по 1941 рік і знову з 1944 по 1945 рік, представляючи спочатку Соціал-демократичну партію Фінляндії, а потім Фінську народно-демократичну лігу. З 1941 по 1944 рік перебував у в'язниці з політичних мотивів. Після звільнення він приєднався до SKDL та Партії соціалістичної єдності, організації-члена SKDL.